# Georg Scholz (Politiker, 1904)
Georg Karl Scholz (* 20. Februar 1904 in Breslau; † unbekannt) war ein deutscher Bankkaufmann, Finanzwirtschaftler und Politiker der DDR-Blockpartei Liberal-Demokratische Partei Deutschlands (LDPD).

## Leben
Scholz war der Sohn eines Handwerkers. Nach dem Besuch der Realschule in Breslau nahm er 1920 eine zweijährige Lehre zum Bankkaufmann auf. Danach arbeitete er bis 1924 in diesem Beruf und war im Anschluss bis zur Einberufung zur Wehrmacht 1939 als Sachbearbeiter tätig. Nach Ende des Zweiten Weltkrieges ließ er sich in Sachsen nieder und wurde stellvertretender und später amtierender Direktor der Industrie- und Handelskammer des Bezirkes Karl-Marx-Stadt. Er lebte in Kleinolbersdorf.

## Politik
Scholz trat der in der Sowjetischen Besatzungszone neugegründeten LDPD bei. Bei den Wahlen zur Volkskammer der DDR war Scholz Kandidat der Nationalen Front der DDR und von 1954 bis 1971 Mitglied der LDPD-Fraktion in der Volkskammer.